# Теноксикам
Теноксика́м — лекарственное средство, нестероидный противовоспалительный препарат из группы оксикамов.

## Фармакологическое действие
Нестероидное противовоспалительное средство, обладает противовоспалительным, жаропонижающим, анальгетическим действием. Механизм действия — ингибирование синтеза простагландинов в результате ингибирования обеих изоформ фермента циклооксигеназы, что приводит к нарушению метаболизма арахидоновой кислоты и блокаде синтеза простагландинов. Противовоспалительный эффект обусловлен уменьшением проницаемости капилляров (ограничивает экссудацию), стабилизацией лизосомальных мембран (препятствует выходу ферментов лизосом, вызывающих повреждение тканей), угнетением синтеза или инактивацией медиаторов воспаления (простагландинов, гистамина, брадикинина). Уменьшает количество свободных радикалов в очаге воспаления, угнетает хемотаксис и фагоцитоз. Тормозит пролиферативную фазу воспаления, уменьшает поствоспалительное склерозирование тканей.

## Фармакокинетика
Быстро и полностью всасывается из ЖКТ, приём пищи замедляет скорость абсорбции. Биодоступность 100 %. Cmax достигается через 2 ч. В крови связывается с белками на 99 %. Объём распределения — 0,15 л/кг. T1/2 — 60-75 ч. В печени гидроксилируется, образуя 5-гидрокситеноксикам. Легко проходит через гистогематические барьеры. Основная часть выводится в виде неактивных метаболитов с мочой, остальная часть — с желчью.

## Показания
Воспалительные и дегенеративные заболевания опорно-двигательного аппарата, сопровождающиеся болевым синдромом: суставной синдром при подагре, ревматоидный артрит, остеоартроз, анкилозирующий спондилит, остеохондроз; тендинит, бурсит, миозит; боль в позвоночнике, невралгия, миалгия, травмы.

## Противопоказания
- Гиперчувствительность, в том числе к другим НПВС, включая анамнестические сведения;
- пептическая язва в стадии обострения;
- тяжёлая печёночная и почечная (без проведения гемодиализа) недостаточность;
- беременность;
- грудное вскармливание[1].

## Побочные действия
Со стороны органов ЖКТ: диспепсия, тошнота, рвота, боль в животе, запор или понос, метеоризм, язва желудка и двенадцатиперстной кишки, скрытое или макроскопически видимое желудочно-кишечное кровотечение;
Со стороны нервной системы и органов чувств: головная боль; конъюнктивит, нарушение зрения; головокружение, сонливость, шум в ушах.
Со стороны сердечно-сосудистой системы и крови (кроветворение, гемостаз): отёки, анемия, — повышение АД, сердцебиение, приливы крови к лицу, изменения гемограммы, в том числе изменение количества отдельных типов лейкоцитов, лейкопения, тромбоцитопения.
Со стороны мочеполовой системы: изменение показателей функции почек (повышение уровня креатинина и/или мочевины крови.
Аллергические реакции: ангионевротический отек, реакции гиперчувствительности немедленного типа, включая анафилактические и анафилактоидные.

## Способ применения и дозы
Внутрь, внутримышечно, внутривенно. Внутрь, в одно и то же время суток, запивая водой или другой жидкостью, в дозе 20 мг 1 раз в сутки; При острых приступах подагры — по 40 мг 1 раз в сутки в течение первых 2-х дней, затем — 20 мг 1 раз в сутки в течение 5 дней. Пациентам пожилого возраста назначают в дозе 20 мг/сут.